# Miranda contra Arizona

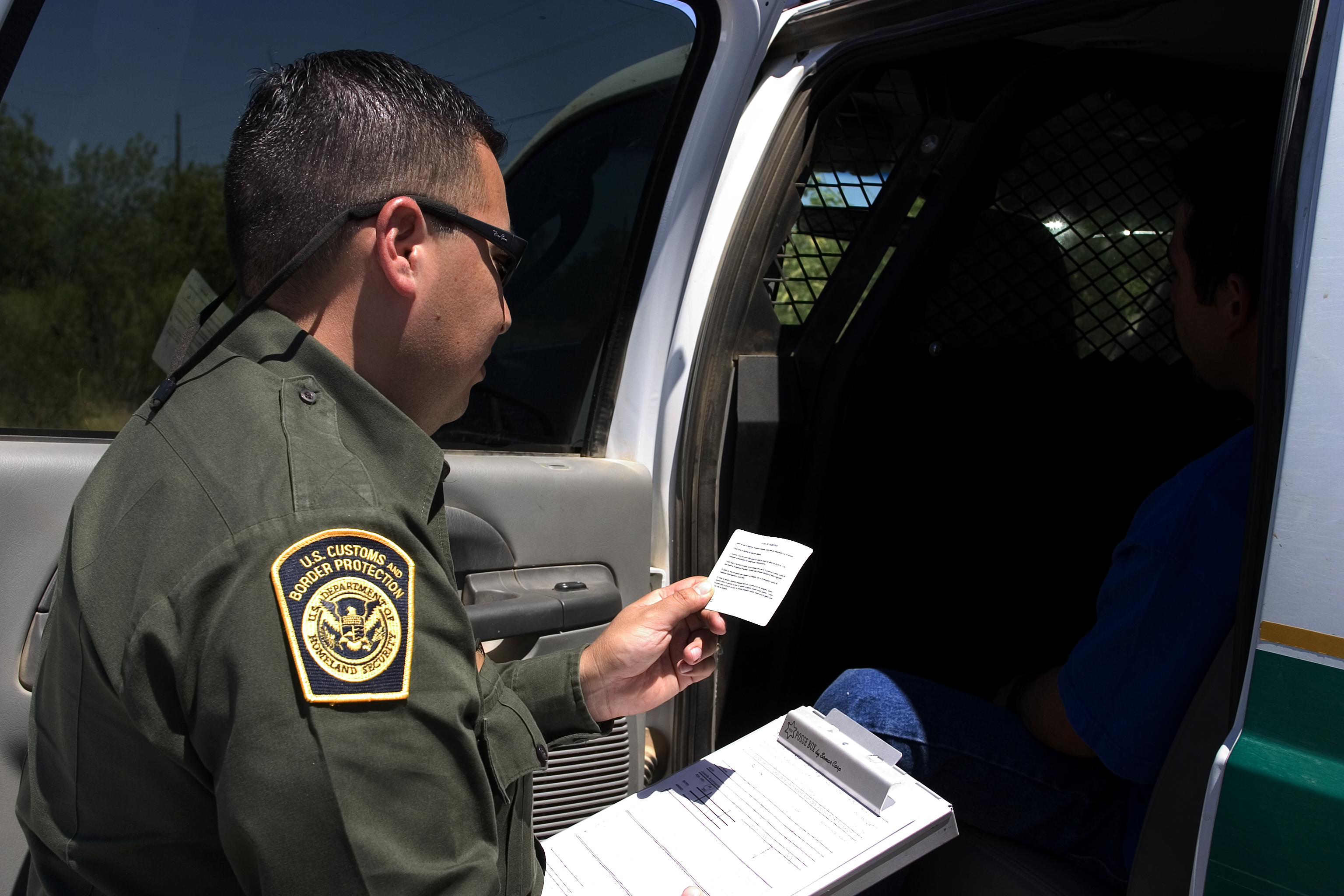
Oficial de la guardia fronteriza estadounidense dándole la "advertencia miranda" a una persona bajo arresto.

Miranda contra Arizona  fue un caso judicial de la Corte Suprema de los Estados Unidos. La corte sostuvo que tanto las declaraciones inculpatorias como las exculpatorias realizadas en respuesta a un interrogatorio por un acusado en custodia policía es admisible en un juicio sólo si la fiscalía puede demostrar que el acusado fue informado antes de ser interrogado de lo que hoy en día se conoce como advertencia Miranda: su derecho a consultar a un abogado defensor antes y durante el interrogatorio, y el derecho a no autoincriminarse. Y además no sólo debe entender estos derechos, sino que además debe renunciar a ellos voluntariamente.
Tuvo un impacto significativo en las fuerzas de la ley en Estados Unidos, convirtiendo la advertencia Miranda en una parte rutinaria de los procedimientos policiales para asegurar que los sospechosos son informados sobre sus derechos. La Suprema Corte decidió este caso junto con otros tres consolidados: Westover contra Estados Unidos, Vignera contra Nueva York y California contra Stewart.

## Hechos
En la madrugada del 3 de marzo de 1963 una mujer de 18 años de Phoenix Arizona fue secuestrada y violada en el trayecto de su casa hasta un cine. Diez días después la policía apareció en la casa de Ernesto Arturo Miranda, que fue detenido sobre la base de evidencias circunstanciales que le relacionaban con la escena del crimen. Posteriormente confesó que había violado a una mujer de 18 años dos días antes. En el juicio, los fiscales ofrecieron no sólo la confesión como evidencia (con objeciones de la defensa), sino también la identificación positiva de parte de la víctima de Miranda como su asaltante. Miranda fue condenado por robo y secuestro y sentenciado a entre 20 y 30 años de prisión por cada cargo. El defensor público de Miranda, Alvin Moore, apeló a la Corte Suprema de Arizona, que ratificó la decisión de la corte en el estado contra Miranda, 401 P.2d 721 (Ariz. 1965). Al afirmarlo, esa corte enfatizó el hecho de que Miranda no solicitó específicamente un abogado defensor.

## Decisión
El Jefe de justicia Earl Warren, un exfiscal, envió su opinión a la Corte, indicando que dada la naturaleza coercitiva de los interrogatorios en custodia de la policía (Warren citó diversos manuales de entrenamiento de la policía que no fueron provistos en los argumentos originales), ninguna confesión puede ser admisible bajo la cláusula contra la autoincriminación de la quinta enmienda, y el derecho de la sexta enmienda a un abogado, a menos que el sospechoso haya sido advertido y lo haya rechazado. Entonces, la condena de Miranda fue anulada.

## Consecuencias del fallo
En el ámbito civil, llevó a la creación de la Legal Services Corporation bajo el programa Great Society de Lyndon Baines Johnson. «Escobedo contra Illinois», un caso con cercanas similitudes al de Miranda, fue provisto de la presencia de un abogado defensor durante el interrogatorio policial. Este concepto se extendió hacia la preocupación por las prácticas interrogatorias de la policía, que eran consideradas por muchos de barbáricas e injustas. Las tácticas de interrogatorio coercitivas eran conocidas en ese momento como de tercer grado.